# (14075) Kenwill
(14075) Kenwill (1996 OJ) – planetoida z pasa głównego asteroid okrążająca Słońce w ciągu 5,49 lat w średniej odległości 3,11 j.a. Odkryta 18 lipca 1996 roku.